# Taiwan i olympiska sommarspelen 2008
Taiwan deltog i olympiska sommarspelen 2008 under namnet Kinesiska Taipei efter en namnkonflikt med Kina. Den bestod av 80 idrottare.

## Badminton
- Huvudartikel: Badminton vid olympiska sommarspelen 2008

- Herrar

| Namn          | Gren   | 32-delsfinal                    | 16-delsfinal                       | 8-delsfinal                                  | Kvartsfinal                 | Semifinal        | Final            | Final |
| Namn          | Gren   | Resultat                        | Resultat                           | Resultat                                     | Resultat                    | Resultat         | Resultat         | Plats |
| ------------- | ------ | ------------------------------- | ---------------------------------- | -------------------------------------------- | --------------------------- | ---------------- | ---------------- | ----- |
| Hsieh Yu-Hsin | Singel | Mehrabi (IRI) W 21 - 16 21 - 12 | Nguyen (VIE) W 21-16, 15-21, 21-15 | Wong Choong Hann (MAS) W 14-21, 21-17, 21-18 | Jin Chen (CHN) L 8-21, 4-21 | Gick inte vidare | Gick inte vidare |       |

- Herrar

| Namn                          | Gren   | 32-delsfinal | 16-delsfinal                   | 8-delsfinal                        | Kvartsfinal                     | Semifinal        | Final            | Final |
| Namn                          | Gren   | Resultat     | Resultat                       | Resultat                           | Resultat                        | Resultat         | Resultat         | Plats |
| ----------------------------- | ------ | ------------ | ------------------------------ | ---------------------------------- | ------------------------------- | ---------------- | ---------------- | ----- |
| Cheng Shao-Chieh              | Singel | Bye          | (1) Xie (CHN) L 1 - 21, 9 - 21 | Gick inte vidare                   | Gick inte vidare                | Gick inte vidare | Gick inte vidare | 32    |
| Cheng Wen-Hsing Chien Yu Chin | Singel | n/a          | n/a                            | Edwards, Botts (RSA) W 21-6, 21-12 | Zhang, Wei (CHN) L 14-21, 18-21 | Gick inte vidare | Gick inte vidare | 8     |

## Baseboll
- Huvudartikel: Baseboll vid olympiska sommarspelen 2008

| Lag           | G | W | L | RS | RA | Vinst% | GB | Tiebreaker |
| ------------- | - | - | - | -- | -- | ------ | -- | ---------- |
| Sydkorea      | 7 | 7 | 0 | 41 | 22 | 100%   | -  | -          |
| Kuba          | 7 | 6 | 1 | 52 | 23 | 85,7%  | 1  | -          |
| USA           | 7 | 5 | 2 | 40 | 22 | 71,4%  | 2  | -          |
| Japan         | 7 | 4 | 3 | 30 | 14 | 57,1%  | 3  | -          |
| Taiwan        | 7 | 2 | 5 | 29 | 33 | 28,6%  | 5  | 1-0        |
| Kanada        | 7 | 2 | 5 | 29 | 20 | 28,6%  | 5  | 0-1        |
| Nederländerna | 7 | 1 | 6 | 9  | 50 | 14,3%  | 6  | 1-0        |
| Kina          | 7 | 1 | 6 | 14 | 60 | 14,3%  | 6  | 0-1        |

## Bordtennis
- Huvudartikel: Bordtennis vid olympiska sommarspelen 2008
- Singel, herrar

| Idrottare        | Gren   | Grundomgång          | Omgång 1             | Omgång 2             | Omgång 3             | Omgång 4             | Kvartsfinal          | Semifinal            | Final                |
| Idrottare        | Gren   | Motståndare Resultat | Motståndare Resultat | Motståndare Resultat | Motståndare Resultat | Motståndare Resultat | Motståndare Resultat | Motståndare Resultat | Motståndare Resultat |
| ---------------- | ------ | -------------------- | -------------------- | -------------------- | -------------------- | -------------------- | -------------------- | -------------------- | -------------------- |
| Chiang Peng-Lung | Singel | Bye                  | Bye                  | Kim (PRK) L 2-4      | Gick inte vidare     | Gick inte vidare     | Gick inte vidare     | Gick inte vidare     | Gick inte vidare     |
| Chuang Chih-Yuan | Singel | Bye                  | Bye                  | Bye                  | Yang (SIN) L 3-4     | Gick inte vidare     | Gick inte vidare     | Gick inte vidare     | Gick inte vidare     |

- Lag, herrar

| Lag       | Poäng | Matcher | Vinster | Förluster | GW | GL |
| --------- | ----- | ------- | ------- | --------- | -- | -- |
| Sydkorea  | 6     | 3       | 3       | 0         | 9  | 2  |
| Taiwan    | 5     | 3       | 2       | 1         | 7  | 6  |
| Sverige   | 4     | 3       | 1       | 2         | 5  | 6  |
| Brasilien | 3     | 3       | 0       | 3         | 2  | 9  |

13 augusti
| Taiwan | 3–1 | Brasilien |
| Taiwan | 3–2 | Sverige   |

14 augusti
| Sydkorea | 3–1 | Taiwan |

|  | Bronsmatcher, omgång 1 | Bronsmatcher, omgång 1 | Bronsmatcher, omgång 1 | Bronsmatcher, omgång 1 | Bronsmatcher, omgång 1 | Bronsmatcher, omgång 1 | Bronsmatcher, omgång 1 |  |  | Bronsmatcher, omgång 2 | Bronsmatcher, omgång 2 | Bronsmatcher, omgång 2 | Bronsmatcher, omgång 2 | Bronsmatcher, omgång 2 | Bronsmatcher, omgång 2 | Bronsmatcher, omgång 2 |  |  | Bronsmatch | Bronsmatch | Bronsmatch | Bronsmatch | Bronsmatch | Bronsmatch | Bronsmatch |
|  |                        |                        |                        |                        |                        |                        |                        |  |  |                        |                        |                        |                        |                        |                        |                        |  |  |            |            |            |            |            |            |            |
|  |                        |                        |                        |                        |                        |                        |                        |  |  | 2                      | Sydkorea               | 3                      | 2                      | 3                      | 3                      |                        |  |  |            |            |            |            |            |            |            |
|  | 3                      | Hongkong               | 3                      | 3                      | 3                      |                        |                        |  |  | 3                      | Hongkong               | 1                      | 3                      | 2                      | 2                      |                        |  |  |            |            |            |            |            |            |            |
|  | 6                      | Taiwan                 | 0                      | 2                      | 0                      |                        |                        |  |  |                        |                        |                        |                        |                        |                        |                        |  |  | 2          | Sydkorea   | 3          | 1          | 3          | 3          |            |
|  |                        |                        |                        |                        |                        |                        |                        |  |  |                        |                        |                        |                        |                        |                        |                        |  |  | 8          | Österrike  | 1          | 3          | 0          | 0          |            |
|  |                        |                        |                        |                        |                        |                        |                        |  |  | 5                      | Japan                  | 3                      | 0                      | 2                      | 1                      |                        |  |  |            |            |            |            |            |            |            |
|  | 8                      | Österrike              | 3                      | 3                      | 2                      | 3                      |                        |  |  | 8                      | Österrike              | 0                      | 3                      | 3                      | 3                      |                        |  |  |            |            |            |            |            |            |            |
|  | 10                     | Kroatien               | 0                      | 0                      | 3                      | 1                      |                        |  |  |                        |                        |                        |                        |                        |                        |                        |  |  |            |            |            |            |            |            |            |

- Singel, damer

| Idrottare   | Gren   | Grundomgång            | Omgång 1             | Omgång 2             | Omgång 3             | Omgång 4             | Kvartsfinal          | Semifinal            | Final                |
| Idrottare   | Gren   | Motståndare Resultat   | Motståndare Resultat | Motståndare Resultat | Motståndare Resultat | Motståndare Resultat | Motståndare Resultat | Motståndare Resultat | Motståndare Resultat |
| ----------- | ------ | ---------------------- | -------------------- | -------------------- | -------------------- | -------------------- | -------------------- | -------------------- | -------------------- |
| Huang I-Hwa | Singel | Bye                    | Bakula (CRO) W 4-1   | Ni (LUX) L 1-4       | Gick inte vidare     | Gick inte vidare     | Gick inte vidare     | Gick inte vidare     | Gick inte vidare     |
| Pan Li-Chun | Singel | Abdul-Aziz (EGY) W 4-0 | Hu (TUR) L 1-4       | Gick inte vidare     | Gick inte vidare     | Gick inte vidare     | Gick inte vidare     | Gick inte vidare     | Gick inte vidare     |

## Bågskytte
- Huvudartikel: Bågskytte vid olympiska sommarspelen 2008

- Herrar

| Chen Szu-Yuan                               | Singel | 654  | 38 | Marbawi (MAS) (27) W 107-106 | Tsyrempilov (RUS) (6) L 101-109 | Gick inte vidare   | Gick inte vidare      | Gick inte vidare | Gick inte vidare | 27 |
| Kuo Cheng Wei                               | Singel | 659  | 29 | Javier (PHI) (36) W 106-102  | Park (KOR) (4) L 110-111        | Gick inte vidare   | Gick inte vidare      | Gick inte vidare | Gick inte vidare | 32 |
| Wang Cheng Pang                             | Singel | 667  | 11 | Peljor (BHU) (54) W 110-100  | Moriya (JPN) (22) L 109-114     | Gick inte vidare   | Gick inte vidare      | Gick inte vidare | Gick inte vidare | 31 |
| Chen Szu-Yuan Kuo Cheng Wei Wang Cheng Pang | Lag    | 1980 | 7  | n/a                          | n/a                             | USA (10) W 222-218 | Ukraina (2) L 211-214 | Gick inte vidare | Gick inte vidare | 7  |

- Damer

| Wei Pi-Hsiu                        | Singel | 585  | 58 | Williamson (GBR) (7) L 99-108 | Gick inte vidare           | Gick inte vidare      | Gick inte vidare | Gick inte vidare | Gick inte vidare | 56 |
| Wu Hui Ju                          | Singel | 634  | 29 | Brito (VEN) (36) L 98-104     | Gick inte vidare           | Gick inte vidare      | Gick inte vidare | Gick inte vidare | Gick inte vidare | 57 |
| Yuan Shu Chi                       | Singel | 652  | 6  | Feeney (AUS) (59) W 104-101   | Zhang (CHN) (27) L 105-110 | Gick inte vidare      | Gick inte vidare | Gick inte vidare | Gick inte vidare | 23 |
| Yuan Shu Chi Wu Hui Ju Wei Pi-Hsiu | Lag    | 1871 | 8  | n/a                           | n/a                        | Italien (9) L 211-215 | Gick inte vidare | Gick inte vidare | Gick inte vidare | 9  |

## Cykling
- Huvudartikel: Cykling vid olympiska sommarspelen 2008

### Bana
Poänglopp
| Cyklist       | Gren                | Poäng/varv | Placering |
| ------------- | ------------------- | ---------- | --------- |
| Feng Chun-Kai | Herrarnas poänglopp | Avbröt     | 22        |

## Friidrott
- Huvudartikel: Friidrott vid olympiska sommarspelen 2008

Förkortningar
- Noteringar – Placeringarna avser endast löparens eget heat
- Q = Kvalificerad till nästa omgång
- q = Kvalificerade sig till nästa omgång som den snabbaste idrottaren eller, i fältgrenarna, via placering utan att uppnå kvalgränsen.
- NR = Nationellt rekord
- N/A = Omgången ingick inte i grenen
- Bye = Idrottaren behövde inte delta i denna omgång

Herrar
Bana och landsväg
| Idrottare    | Gren    | Final    | Final     |
| Idrottare    | Gren    | Resultat | Placering |
| ------------ | ------- | -------- | --------- |
| Wu Wen-Chien | Maraton | 2:26:55  | 59        |

Fältgrenar
| Idrottare        | Gren        | Kval    | Kval      | Final            | Final            |
| Idrottare        | Gren        | Distans | Placering | Distans          | Placering        |
| ---------------- | ----------- | ------- | --------- | ---------------- | ---------------- |
| Chang Ming-Huang | Kulstötning | 17.43   | 40        | Gick inte vidare | Gick inte vidare |

Damer
Fältgrenar
| Idrottare     | Gren        | Kval  | Kval      | Final            | Final            |
| Idrottare     | Gren        | Längd | Placering | Längd            | Placering        |
| ------------- | ----------- | ----- | --------- | ---------------- | ---------------- |
| Lin Chia-Ying | Kulstötning | 16.32 | 28        | Gick inte vidare | Gick inte vidare |

## Judo
Damer
| Idrottare      | Gren                     | Sextondelsfinal          | Åttondelsfinal             | Kvartsfinal                | Semifinal            | Återkval 1           | Återkval 2              | Återkval 3           | Final / BM           | Final / BM       |                  |
| Idrottare      | Gren                     | Motståndare Resultat     | Motståndare Resultat       | Motståndare Resultat       | Motståndare Resultat | Motståndare Resultat | Motståndare Resultat    | Motståndare Resultat | Motståndare Resultat | Placering        |                  |
| -------------- | ------------------------ | ------------------------ | -------------------------- | -------------------------- | -------------------- | -------------------- | ----------------------- | -------------------- | -------------------- | ---------------- | ---------------- |
| Shih Pei-Chun  | Halv lättvikt (-52 kg)   | BYE                      | Kaliyeva (KAZ) L 0020–0021 | Gick inte vidare           | Gick inte vidare     | Gick inte vidare     | Gick inte vidare        | Gick inte vidare     | Gick inte vidare     | Gick inte vidare |                  |
| Wang Chin-Fang | Halv mellanvikt (-63 kg) | Ylinen (FIN) W 1011–0000 | Thapa (NEP) W 1000–0000    | Gonzalez (CUB) L 0000–0010 | Gick inte vidare     | BYE                  | Heill (AUT) L 0010–1010 | Gick inte vidare     | Gick inte vidare     | Gick inte vidare | Gick inte vidare |

## Rodd
Herrar
| Idrottare     | Gren          | Heat    | Heat      | Kvartsfinal | Kvartsfinal | Semifinal | Semifinal | Final   | Final     | Final |
| Idrottare     | Gren          | Tid     | Placering | Tid         | Placering   | Tid       | Placering | Tid     | Placering |       |
| ------------- | ------------- | ------- | --------- | ----------- | ----------- | --------- | --------- | ------- | --------- | ----- |
| Wang Ming-hui | Singelsculler | 7:46,83 | 4 QF      | 7:18,08     | 5 SC/D      | 7:23,75   | 5 FD      | 7:16,28 | 15        |       |

## Segling
Herrar
| Seglare   | Gren | Lopp | Lopp | Lopp | Lopp | Lopp | Lopp | Lopp | Lopp | Lopp | Lopp | Lopp | Summerad poäng | Finalplacering |
| Seglare   | Gren | 1    | 2    | 3    | 4    | 5    | 6    | 7    | 8    | 9    | 10   | M*   | Summerad poäng | Finalplacering |
| --------- | ---- | ---- | ---- | ---- | ---- | ---- | ---- | ---- | ---- | ---- | ---- | ---- | -------------- | -------------- |
| Chang Hao | RS:X | 31   | 29   | 31   | 28   | 28   | 20   | 34   | DNF  | 24   | 35   | EL   | 260            | 31             |

M = Medaljlopp; EL = Eliminerad – gick inte vidare till medaljloppet;

## Simning
- Huvudartikel: Simning vid olympiska sommarspelen 2008

## Skytte
- Huvudartikel: Skytte vid olympiska sommarspelen 2008

## Softboll
De bästa fyra lagen gick vidare till semifinalen.
Alla tider är kinesisk tid (UTC+8)
| Lag              | Vinster | Förluster | RS | RA | WIN%  | GB | Tiebreaker      |
| ---------------- | ------- | --------- | -- | -- | ----- | -- | --------------- |
| USA              | 7       | 0         | 53 | 1  | 1,000 | -  | -               |
| Japan            | 6       | 1         | 23 | 13 | ,857  | 1  | -               |
| Australien       | 5       | 2         | 30 | 11 | ,714  | 2  | -               |
| Kanada           | 3       | 4         | 17 | 23 | ,429  | 4  | -               |
| Kinesiska Taipei | 2       | 5         | 10 | 23 | ,286  | 5  | 2-0 mot CHN/VEN |
| Kina             | 2       | 5         | 19 | 21 | ,286  | 5  | 1-1 mot TPE/VEN |
| Venezuela        | 2       | 5         | 15 | 35 | ,286  | 5  | 0-2 mot CHN/TPE |
| Nederländerna    | 1       | 6         | 8  | 48 | ,143  | 6  | -               |

## Taekwondo
| Idrottare     | Gren             | Åttondelsfinaler     | Kvartsfinaler          | Semifinaer           | Återkval             | Bronsmatch           | Final                | Final     |
| Idrottare     | Gren             | Motståndare Resultat | Motståndare Resultat   | Motståndare Resultat | Motståndare Resultat | Motståndare Resultat | Motståndare Resultat | Placering |
| ------------- | ---------------- | -------------------- | ---------------------- | -------------------- | -------------------- | -------------------- | -------------------- | --------- |
| Chu Mu-yen    | Herrarnas −58 kg | Wamwiri (KEN) W 8–0  | Mercedes (DOM) L 2–3   | Gick inte vidare     | Póvoa (POR) W 1–0    | Khawlaor (THA) W 4–3 | Gick inte vidare     | 3         |
| Sung Yu-chi   | Herrarnas −68 kg | Campbell (NZL) W 4–0 | Kim (UZB) W 3–2        | Son T-J (KOR) L 6–7  | Bye                  | Manz (GER) W 4–3     | Gick inte vidare     | 3         |
| Yang Shu-chun | Damernas −49 kg  | Mora (COL) W 0–(−1)  | Khoshjamal (IRI) W 3–2 | Wu Jy (CHN) L 1–4    | Bye                  | Montejo (CUB) L 2–3  | Gick inte vidare     | 5         |
| Su Li-wen     | Damernas −57 kg  | Lim S-J (KOR) L 0–1  | Gick inte vidare       | Gick inte vidare     | Cheong (NZL) W 1–0   | Zubčić (CRO) L 4–5   | Gick inte vidare     | 5         |

## Tennis
| Spelare                        | Gren       | Omgång 1                        | Omgång 2                                         | Åttondelsfinaler                                | Kvartsfinaler     | Semifinaler       | Final / BM        | Final / BM       |
| Spelare                        | Gren       | Motståndare Poäng               | Motståndare Poäng                                | Motståndare Poäng                               | Motståndare Poäng | Motståndare Poäng | Motståndare Poäng | Placering        |
| ------------------------------ | ---------- | ------------------------------- | ------------------------------------------------ | ----------------------------------------------- | ----------------- | ----------------- | ----------------- | ---------------- |
| Lu Yen-hsun                    | Herrsingel | Murray (GBR) W 7–6(7–5), 6–4    | Calleri (ARG) W 6–4, 6–4                         | Melzer (AUT) L 2–6, 4–6                         | Gick inte vidare  | Gick inte vidare  | Gick inte vidare  | Gick inte vidare |
| Chan Yung-jan                  | Damsingel  | Radwańska (POL) L 1–6, 6–7(6–8) | Gick inte vidare                                 | Gick inte vidare                                | Gick inte vidare  | Gick inte vidare  | Gick inte vidare  | Gick inte vidare |
| Chan Yung-jan Chuang Chia-jung | Damdubbel  | i.u.                            | Cornet / Razzano (FRA) W 7–6(7–2), 6–7(3–7), 7–5 | Pennetta / Schiavone (ITA) L 6–7(1–7), 6–1, 6–8 | Gick inte vidare  | Gick inte vidare  | Gick inte vidare  | Gick inte vidare |

## Tyngdlyftning
- Huvudartikel: Tyngdlyftning vid olympiska sommarspelen 2008